# Mariene ecoregio Noordelijk Noorwegen en Finnmark
De Mariene ecoregio Noordelijk Noorwegen en Finnmark (23) (Engels: Northern Norway and Finnmark marine ecoregion) is een biogeografische regio en ligt in de overgang van de Noord-Atlantische Oceaan naar de Noordelijke IJszee in de Mariene provincie Noordelijke Europese Zeeën (2) in het Marien rijk Gematigde Noordelijke Atlantische Oceaan. De mariene ecoregio is vastgesteld door het World Wide Fund for Nature en The Nature Conservancy en is vernoemd naar Noorwegen en Finnmark.
In het noordoosten grenst het gebied aan de mariene ecoregio Noordelijke en Oostelijke Barentszzee (18) en in het zuidwesten aan de mariene ecoregio Zuidelijk Noorwegen (22).

## Geografie
De mariene ecoregio ligt in de overgang van de Noord-Atlantische Oceaan naar de Noordelijke IJszee voor de noordkust van Noorwegen en voor de kust van oblast Moermansk in het noordwesten van Rusland. Het gebied strekt zich uit van ten zuiden van de Saltstraumen bij Bodø tot ten noorden (exclusief) van de Golf van Loembovka in Rusland en omvat de vele fjorden boven de poolcirkel. Het ligt deels in de Barentszzee en de Noorse Zee.
Door het gebied stromen de Noorse stroom en de Noordkaapstroom.

## Biogeografie
Het gebied kent zeeleven dat houdt van gematigde temperaturen.